# Ellefeld
Ellefeld là một đô thị thuộc huyện Vogtland, bang Sachsen, Đức. Đô thị Ellefeld có diện tích 4,55 km², dân số thời điểm ngày 31 tháng 12 năm 2006 là 3059 người.

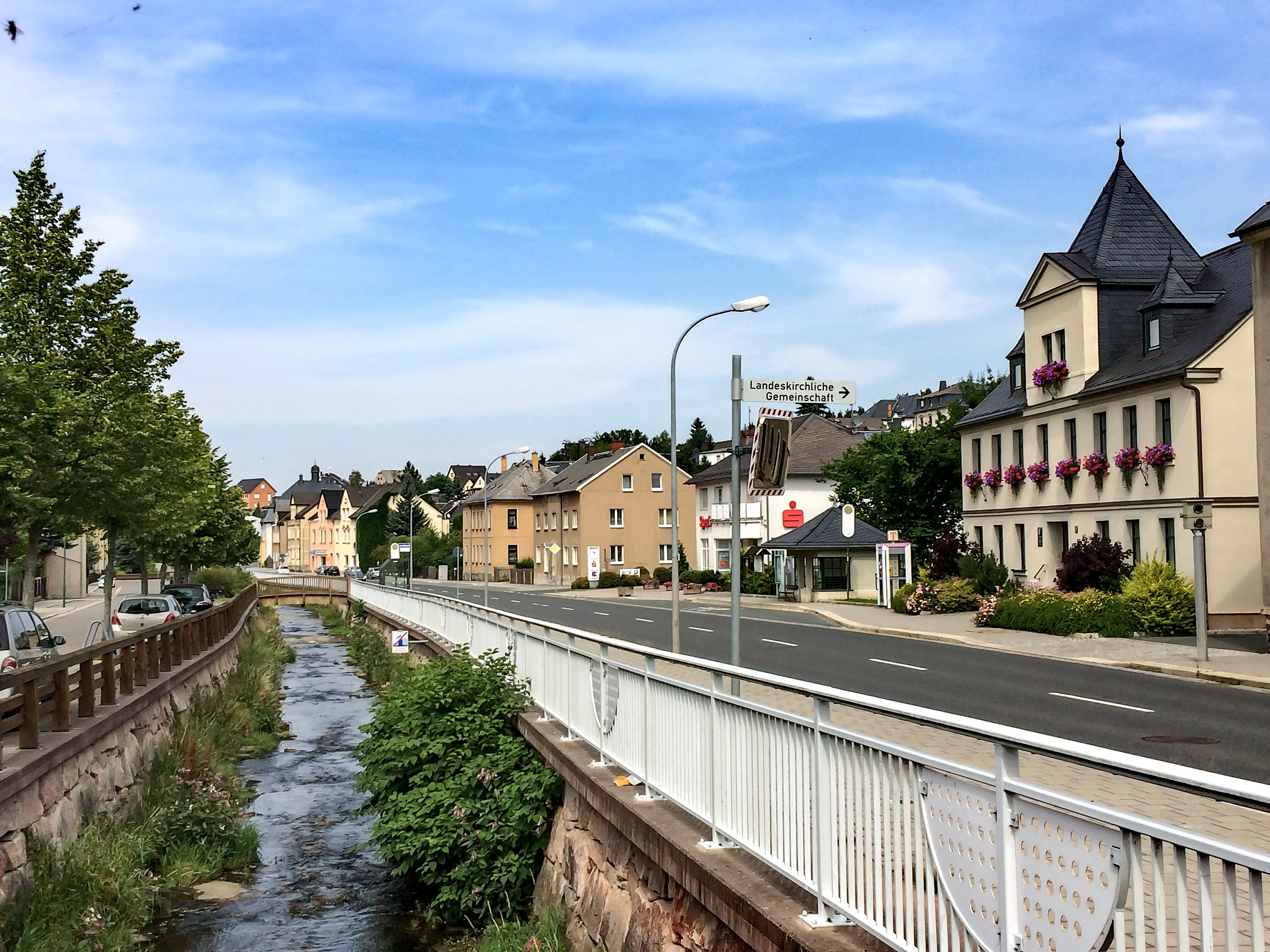
Ellefeld Downtown